# Sony Xperia Z2
Sony Xperia Z2 (кодове ім'я — Sirius) — смартфон із серії Sony Xperia, розроблений компанією Sony. Він був анонсований 24 лютого 2014 року на виставці Mobile World Congress 2014, разом із Sony Xperia Z2 Tablet та Sony Xperia M2, в Барселоні, Іспанія.. Працює під управлінням Android, його попередник Sony Xperia Z1. Апарат отримав сертифікат IP55/58, що означає його пиле- і водонепроникність. Телефон оснащений IPS LED-дисплеєм, процесором Snapdragon 801 і можливістю запису відео 4K. У Xperia Z2 також можна вставити картку пам’яті microSD об’ємом до 128 ГБ.
Вперше був випущений у Тайвані 24 березня 2014 року, у Сінгапурі 5 квітня 2014 року і вийшов на інші ринки з квітня по травень 2014 року. У Сполучених Штатах Xperia Z2 був випущений у розблокованому вигляді через Sony Store 21 липня 2014 року.
Багато рецензентів високо оцінили екран, камеру та водонепроникний дизайн телефону, але критикували його розмір і проблеми з програмним забезпеченням камери, через які пристрій перегрівається під час запису відео 4K протягом тривалого періоду.

## Дизайн

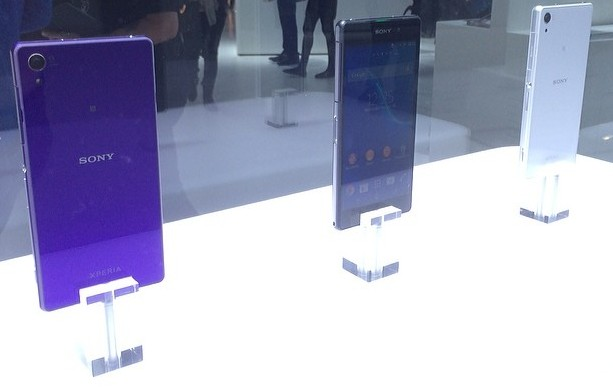
Варіанти фіолетового, чорного та білого кольорів

Подібно до інших пристроїв серії Sony Xperia Z, Xperia Z2 має мову дизайну «Omni-Balance», згідно з Sony, яка зосереджена на створенні балансу та симетрії у всіх напрямках. Телефон поставляється з тією ж алюмінієвою рамою, що і його попередник. Він також має загартоване скло на передній і задній панелі з алюмінієвою кнопкою живлення, розташованою на правій стороні пристрою. Розміри смартфону — 146,8 x 73,3 x 8,2 мм, він був доступним у чорному, білому і фіолетовому кольорах.

## Характеристики смартфону

### Апаратне забезпечення

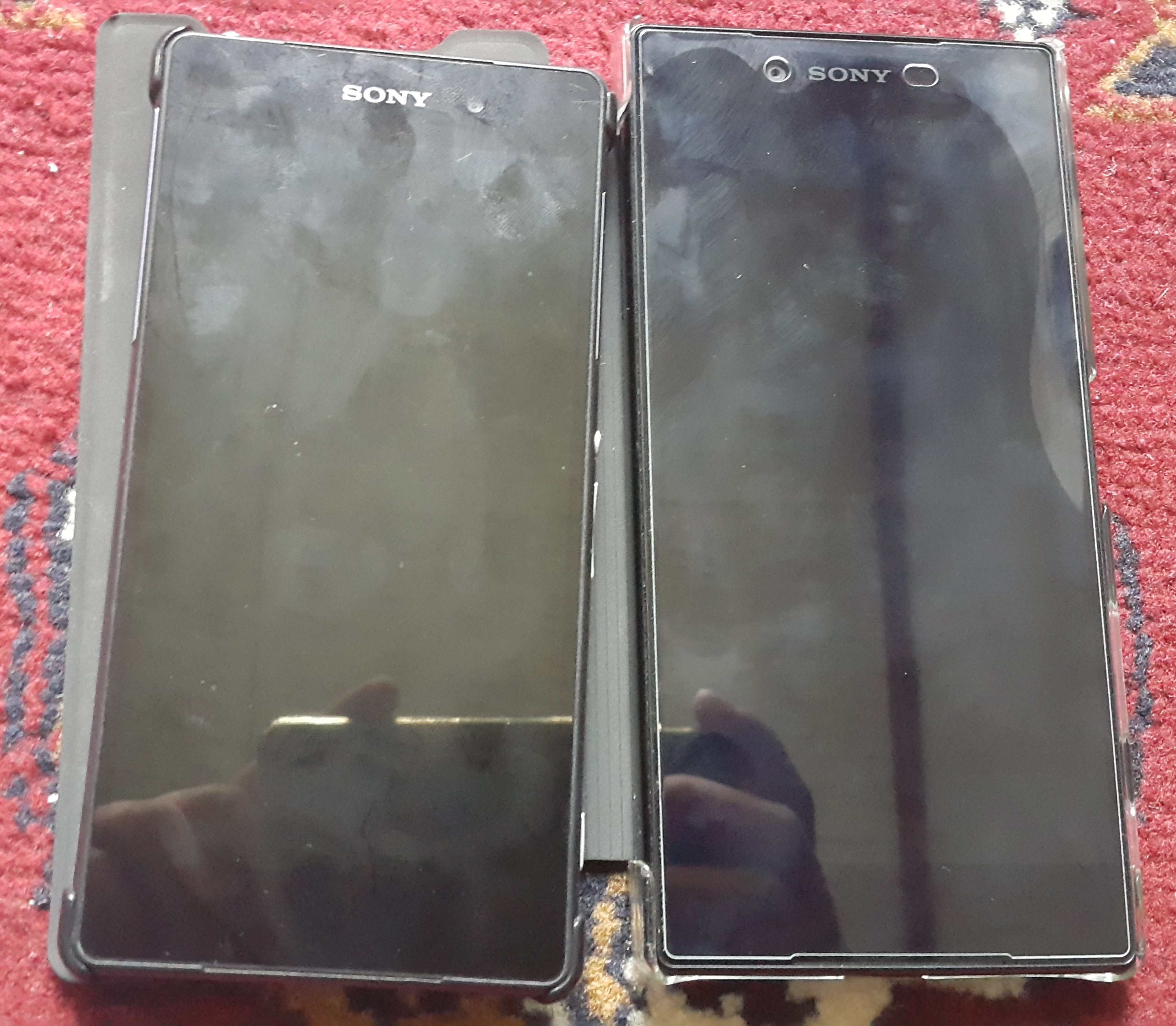
Sony Xperia Z2 і Z5

Смартфон працює на базі чотириядерного процесора Qualcomm Snapdragon 801 (MSM8974-AB), що працює із тактовою частотою 2,26 ГГц (архітектура ARMv7), 3 ГБ оперативної пам’яті і використовує графічний процесор Adreno 330 для обробки графіки. Пристрій також має внутрішню пам’ять об’ємом 16 ГБ, із можливістю розширення карткою microSDXC до 64 ГБ. Апарат оснащений 5,2-дюймовим (132,08 мм відповідно) дисплеєм із розширенням 1080 x 1920 пікселів із щільністю пікселів 424 ppi, що виконаний за технологією IPS LCD. Він підтримує мультитач, а також такі функції дисплея, як Live Color LED, відтворюють більш насичені кольори та більш рівномірне підсвічування порівняно з Sony Xperia Z1. В апарат вбудовано 20,7-мегапіксельну задню камеру з датчиком зображення Exmor RS IMX220, який знімає відео 4K HDR. Розмір датчика камери 1/2,3 дюйма такий же, як зазвичай використовується у псевдодзеркальній цифровій камері. Є також світлодіодний спалах, стабілізація зображення, HDR, автофокус, розгорнута панорама, а також 2,2 мегапіксельна фронтальну камера, яка записує відео з роздільною здатністю 1080p. Дані передаються через роз'єм micro-USB, який також підтримує USB On-The-Go, і порт HDMI (через MHL 3.0) для перегляду зображень і відео з пристрою на екрані телевізора. Він також підтримує контролер – DualShock 4. Щодо наявності бездротових модулів Wi-Fi (802.11 a/b/g/n/ac 5 ГГц), Bluetooth 4.0, вбудована антена стандарту GPS з A-GPS + ГЛОНАСС, NFC, трансляція екрана через Miracast, DLNA та MirrorLink 1.0 . В Японії смартфон має ще інфрачервоний бластер. Весь апарат працює від Li-ion акумулятора ємністю 3200 мА·г, що може пропрацювати у режимі очікування 880 годин (36,7 дня), у режимі розмови — 13,80 години, і важить 170 грам.

### Програмне забезпечення
Спочатку Sony Xperia Z2 працював під управлінням Android 4.4.2 «KitKat» із інтерфейсом користувача від Sony та додатковими програмами, включаючи медіа-програми Sony (Walkman, Альбоми і Фільми). Завдяки технології NFC на Xperia Z2 вона дозволяє відображає те, що відображається на екрані смартфона, на сумісні телевізори — і відтворювати музику на динаміках із підтримкою NFC. Запис екрану (Screencasting) був реалізований в оболонці раніше, ніж у стандартному Android, і доступ до нього можна отримати з меню кнопки живлення.
Крім того, пристрій має режим Stamina, який збільшує час роботи телефону до 4 разів. Кілька програм Google (таких як Google Chrome, Google Play, Google Search (з голосом), Google Maps і Google Talk) уже попередньо завантажені. Нові функції, додані до програмного забезпечення, включають «Розумне підсвічування» — яке тримає дисплей телефону включеним доти, поки користувач на нього дивиться — і «Режим рукавичок».
Роздільна здатність відео 2160p (4K) реалізована як окремий режим камери в програмному забезпеченні камери, а не інтегрована в селектор роздільної здатності відео.
Sony оголосила у своєму блозі, що вся серія Xperia Z отримає оновлення Android 5.0 «Lollipop». Хоча оновлення планувалося виконати на початку 2015 року, розгортання Xperia Z2 почалося лише 7 квітня 2015 року. Оновлення у Великій Британії вийшло 16 квітня 2015 року. Оновлення Android 5.1 було здійснено 21 липня 2015 року.
Sony оголосила у своєму блозі, що Xperia Z2 отримає оновлення Android 6.0.1 «Marshmallow» після виходу Xperia Z5. Згодом, 9 квітня 2016 року оновлення було офіційно випущено на Xperia Z2.
Xperia Z2 не був у списку моделей Xperia від Sony, які отримають оновлення Android 7.0 «Nougat».

## Маркетинг
У червні 2014 року Xperia Z2 було оголошено «офіційним смартфоном» Чемпіонат світу з футболу 2014 року. У Швеції клієнти, які придбали телефон, також отримали один із носимих пристроїв Sony, Sony SmartBand SWR10.

## Варіанти
| Модель | FCC id | Перевізники/регіони | Діапазони GSM | Діапазони UMTS | Діапазони LTE                   | Примітки |
| ------ | ------ | ------------------- | ------------- | -------------- | ------------------------------- | -------- |
| D6502  |        | Весь світ           |               |                |                                 |          |
| D6503  |        | Весь світ           |               |                | 1, 2, 3, 4, 5, 7, 8, 13, 17, 20 |          |
| D6543  |        | Бразилія            |               |                | 1, 2, 3, 4, 5, 7, 8             |          |

Усі варіанти підтримують чотири діапазони 2G GSM 850/900/1800/1900 і п’ять діапазонів 3G UMTS 850/900/1700/1900/2100.

## Критика
Як і його попередник, Sony Xperia Z2 отримав переважно позитивні відгуки. Рецензент CNET Ендрю Хойл поставив телефону 4,5 зірок з 5, похваливши його екран, камеру та водонепроникний дизайн. Влад Савов з The Verge похвалив час роботи від акумулятора Xperia Z2, добре побудований і водонепроникний дизайн, одночасно критикуючи програмне забезпечення камери телефону та його розмір. Джон Маккан з TechRadar схвалював функції камери, а також її стильний екран і час автономної роботи, присвятивши свою критику телефону за те, що він іноді повільний, великиі рамки та проблеми із записом 4K. Лінус Себастьян з LinusTechTips  назвав Z2 «В основному Z1, але з великою кричущою проблемою (панель TN) зникла».